# Ytterby
Ytterby (59°25′42″N 18°21′14″E / 59.42836°N 18.35384°E ) je vas na švedskem otoku Resarö, v občini Vaxholm na vzhodnem delu stockholmskega arhipelaga. Danes v njej  prevladujejo primestni domovi. Ytterby – ime pomeni »zunanja vas« – je morda najbolj znan po tem, da je najbogatejši vir elementarnih odkritij na svetu; kemični elementi itrij (Y), terbij (Tb), erbij (Er) se imenujejo delno po kraju, iterbij (Yb) pa v celoti. Tam so prvič odkrili tudi elemente holmij (Ho), skandij (Sc), tulij (Tm), tantal (Ta) in gadolinij (Gd).
Lokalne ceste povezujejo Ytterby z okrajno cesto 274 in s tem s celino. Razen v zimskih mesecih potniške ladje Waxholmsbolaget pristajajo na pomolu v Ytterbyju in zagotavljajo povezavo z mestom Vaxholm in Stockholmom.

## Rudnik
Na tem območju so od 15. stoletja dalje kopali kremen za železarne v Upplandu in glinenec za lokalno proizvodnjo porcelana kot je Gustavsberg in za trgovino s porcelanom z Veliko Britanijo in Poljsko. Rudnik je verjetno prvi rudnik glinenca na Švedskem, odprli so ga leta 1790. Glinenec so pridobivali verjetno občasno, odvisno od povpraševanja. Potrebe so porasle po 1860-ih, kar je vodilo do intenzivnejšega rudarjenja v Ytterbyju. Rudnik je postal eden najbolj produktivnih rudnikov kremena in glinenca v državi in bil aktiven do leta 1933, ko so ga zaprli. S svojimi 177 leti je Ytterby kraj z najdaljšo zgodovino pridobivanja glinenca na Švedskem.
Proti koncu 1940-ih se je švedska država začela zanimati za možnosti ponovne uporabe rudnika. Leta 1953 so rudnik prenovili za skladišče letalskega goriva MC 77. Način skladiščenja je povzročil onesnaženje reaktivnega goriva in s tem težave v reaktivnih motorjih, ki so to gorivo uporabljali. Letalskego gorivo so nehali skladiščiti leta 1978. Nato so rudnik uporabljali kot skladišče dizelskega goriva. Leta 1995 so rudnik končno popolnoma izpraznili, v naslednjih letih pa so območje začeli sanirati.
Izkopani kremen in glinenec sta del pegmatitnega nasipa, ki ima orientacijo SV-JJZ in naklon 60° proti zahodu. Pegmatitni nasip vključuje dele aplitovega in grafičnega granita. Okoliška gostiteljska kamnina je »gabru podoben zeleni kamen«.

## Kemična odkritja
Zgodovina rudnika se je začela leta 1787, ko je poročnik Carl Axel Arrhenius raziskoval okolico glede možnosti za gradnjo utrdb. Pri tem je naletel na še nepoznan črni mineral, ki je vzbudil njegovo zanimanje za nenavadno težko črno rudnino – kemija je bila njegov konjiček. Šele leta 1794 je finski kemik Johan Gadolin v celoti analiziral mineral in ugotovil, da vsebuje 38 % novega, dotlej še neodkritega elementa. Švedski kemik Anders Gustaf Ekeberg je naslednje leto odkritje potrdil, dal mineralu ime gadolinit, element pa poimenoval po vasi yttria.
V gadolinitu so odkrili obilico redkih zemelj, ki so se sčasoma izkazale za vir sedmih novih elementov, poimenovanih po mineralni rudi in območju. Med temi elementi so bili v letih 1794, 1842, 1842 in 1878 opisani kot prvi itrij (Y), erbij (Er), terbij (Tb) in iterbij (Yb). Leta 1989 je mednarodno društvo metalurgov (ASM) postavilo ploščo na nekdanji vhod v rudnik, v spomin na njegov  zgodovinski pomen za znanost.
Poleg tega so v istem kamnolomu odkrili še skandij (Sc) in tri druge lantanoide – holmij (Ho, poimenovan po Stockholmu), tulij (Tm, ime po Thule, mitično ime Skandinavije) in gadolinij (Gd, imenovan po kemiku Johanu Gadolinu).